# Oostelijke uil
De oostelijke uil (Fabula zollikoferi) is een vlinder uit de familie uilen (Noctuidae). De wetenschappelijke naam is voor het eerst geldig gepubliceerd in 1836 door  Freyer.
De soort komt voor in Europa.